# Hugh Ford (engenheiro)
Hugh Ford FRS (Welwyn Garden City, 16 de julho de 1913 – Londres, 28 de maio de 2010) foi um engenheiro britânico. Foi professor de mecânica aplicada no Imperial College London de 1951 a 1978.

## Educação
Ford frequentou a Northampton Grammar School e foi aprendiz na Great Western Railway. Estudou no City & Guilds College (Imperial College London) com uma bolsa Whitworth. Obteve um doutorado em transmissão de calor e mecânica dos fluidos.
Durante a Segunda Guerra Mundial trabalhou na Imperial Chemical Industries em Cheshire. Estudou as operações em laminadores de tiras, ganhando a Medalha de Ouro Thomas Hawksley em 1948.

## Carreira
Começando em 1948, foi Reader em mecânica aplicada no Imperial College. Foi presidente do Institution of Mechanical Engineers de 1977 a 1978. Ford foi eleito Membro da Royal Society em 1967. Em 1970 recebeu a A. A. Griffith Medal and Prize. Recebeu a Medalha Internacional James Watt de 1985.